# Акши (Бородулихинский район)
Акши (каз. Ақши, до 2018 г. — Пролетарка) — село в Бородулихинском районе Абайской области Казахстана. Входит в состав Новошульбинского сельского округа. Находится примерно в 41 км к юго-востоку от районного центра, села Бородулиха. Код КАТО — 633873400.

## Население
В 1999 году население села составляло 362 человека (169 мужчин и 193 женщины). По данным переписи 2009 года, в селе проживало 219 человек (108 мужчин и 111 женщин).